# Joanes Jatsu

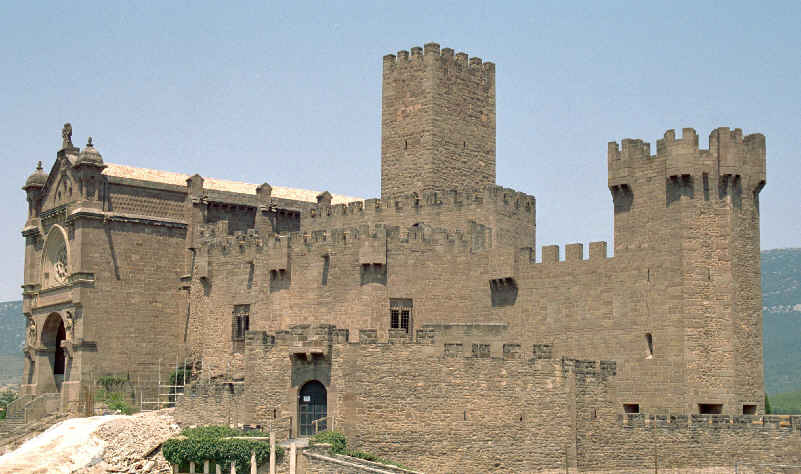
Castell de Xavier.

Joanes Jatsu, Juan de Jasso i Atondo o Juan Périz de Jatsu (c. 1455, Regne de Navarra - 16 d'octubre de 1515, Castell de Xavier, Regne de Navarra), senyor de Idocín, Zozoya, Subiza, dels Palaus de Jasso, Esparza, Zariquegui, etc., va ser un jurista i noble navarrès de llinatge agramontès, que va ocupar el càrrec de president del Consell Real del Regne de Navarra durant el regnat de Catalina de Foix i Joan III de Albret, al bàndol del qual va pertànyer durant la Conquesta de Navarra. Va ser el pare de Sant Francesc Xavier.

## Biografia
Es creu que va poder haver nascut a Pamplona, encara sent oriünd de Sant Joan de Peu de Port. Va ser el fill primogènit de Arnalt Périz de Jasso, II senyor de Zozaia i de Subitza, tresorer i comptador major del pretendent Carles d'Aragó, príncep de Viana, al tron de Navarra, passant després al servei del seu pare, el rei Joan II d'Aragó (per tant al partit agramontès), i de Guillermina d'Atondo i Ruiz d'Esparza, filla dels senyors de Idocín, senyoriu que passaria més tard al mateix Juan de Jaso, qui va rebre així mateix majorat sobre els palaus de Jasso, Escampi i Zariquegui El seu germà menor, Pero Périz de Jasso, va rebre el majorat sobre els palaus de Sagues i Gazolatz, així com les cases de Echeandía i Cocinategui en Sant Joan de Peu de Port. Segons l'executòria de noblesa dels seus fills, la seva família era infanzona de la Terra de Cisa, origen del senyoriu i palau de Jatsu.
Es va traslladar a Bolonya a estudiar com a col·legial de Sant Clement dels Espanyols, obtenint el Doctor en Dret Canònic per aquella Universitat el 1470.
Des de 1476 va ser president del Consell Reial de Navarra i, per tant, un dels càrrecs més importants del regne quan es produeix la invasió per les tropes castellà-aragoneses. Va reconèixer a Ferran el Catòlic, que li deia "el meu benamat conseller" i va continuar sent membre del Consell Reial fins a la seva mort el 1515.
El 1513 el rei Ferran va dictar sentència per la qual adjudicava les pastures del despoblat del Reial als veïns de Sangüesa i de Sos, desconeixent els drets que deia tenir el senyor de Xavier. Va recórrer la sentència primer al rei, després a les Corts i més tard al propi Consell Real, sense resultat. Tot això li va produir un gran disgust en comprovar la pèrdua del seu poder polític i feudal. El va succeir el seu fill Miguel, que al costat del seu germà Juan, portats probablement del ressentiment provocat per la privació dels drets del Reial, van decidir prendre partit el 1516 per Joan d'Albret, en el seu segon intent de recuperar el regne. I van participar també en el tercer, que va acabar amb la derrota de l'exèrcit franc-agramontès en batalla de Noain (1521).
Els germans de Sant Francesc Xavier van estar en la defensa d'Amaiur i finalment van aconseguir arribar a Hondarribia, on van romandre fins a la seva rendició el 1524. Tots dos germans es van acollir al perdó general atorgat pel Carles IV de Navarra i I d'Espanya, emperador d'Alemanya, a qui van rendir homenatge recuperant totes les seves propietats. El castell i domicili familiar a Xavier, que va ser enderrocat el 1517 per ordre del Cardenal Cisneros, va ser reconstruït com a palau, una vegada perduda la seva utilitat militar. Finalment, el llinatge dels Jaso acaba fonent-se amb la noblesa castellana.

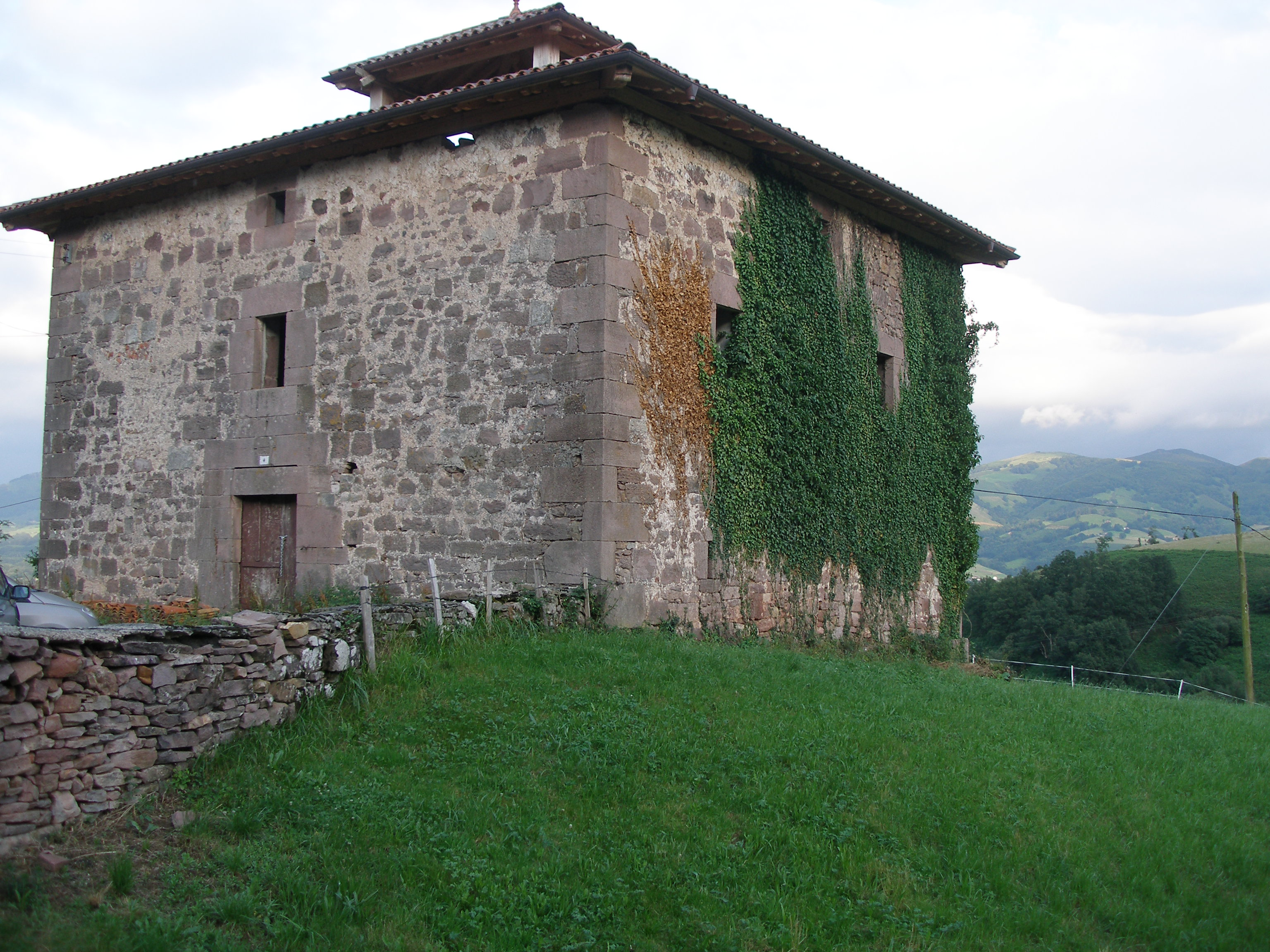
Azpilkueta, origen de part del llinatge Maria Azpilcueta i Aznárez de Sada, senyora de Xavier i esposa de Juan de Jasso, senyor de Idocin.

## Matrimoni i descendència
Es va casar amb María Azpilcueta i Aznárez de Sada, senyora de Xavier, qui reunia un important llinatge oriünd del Baztan, assentats a Monreal, Sada (en el palau del qual de Sos va néixer el Rei Catòlic), Barásoain (on va néixer Martín de Azpilcueta), Tafalla i Cáseda, entre d'altres, amb el més poderós dels senyors de Xavier. Havia nascut en la possessió del castell de Xavier de la seva mare, que també va néixer allí, i que posteriorment heretaria, així com el palau de Azpilkueta el 1502, després de la mort de la seva mare. María, que en moltes ocasions signa com María de Javier, es va educar en Sangüesa, en el prestigiós Estudi Real.
Van ser pares de sis fills:
- María de Jasso Azpilcueta.
- Magdalena de Jasso Azpilcueta (cap a 1485- 1533), monja clarissa descalça a Gandia.
- Ana de Jasso Azpilcueta, nascuda cap a 1492; va abandonar el castell cap a 1513. Va casar amb Diego de Ezpeleta, senyor de Beire.
- Miguel de Jasso Azpilcueta, més comunament com Miguel de Javier (cap a 1495-11-11-1542), senyor de Javier, Idocín, etc. El 1521 va participar en l'intent de reconquerir el regne. Lluitant contra el capità Ignasi de Loiola quan es va atrinxerar al castell de Pamplona. Posteriorment va ser capturat el 1522 al castell d'Amaiur. Va ser condemnat a mort, però finalment després del perdó de 1524 de Carles I va tornar al castell de Xavier. El 1527 es va casar amb Isabel de Goñi i Peralta (morta en 1561) i van tenir dos fills: Miguel (1528-1557) i Ana de Jasso.
- Juan de Jasso Azpilcueta (cap a 1497-?), conegut com “el capità Juan de Azpilcueta”. Va lluitar com el seu germà en l'intent de reconquerir el regne. Es va casar el 1528 amb Juana Arbizu Sarria i, després d'enviduar, amb Lucía d'Aguirre, i d'aquest matrimoni van néixer Jerònima i Francisco de Azpilcueta.
- Francisco de Jasso Azpilcueta, anomenat Francesc de Xavier, únic nascut al castell de Xavier, el 7 d'abril de 1506. Va ser un dels fundadors de l'orde dels Jesuïtes el 1540, i un gran missioner, després de partir a l'Índia el 1541 amb la corona de Portugal. Va morir a l'illa de Shangchuan de la Xina el 3 de desembre de 1552.

## Obra
- Crònica dels Reis de Navarra, escrita en castellà.[10]